# 마법사 프리큐어!
《마법사 프리큐어!》(일본어: 魔法つかいプリキュア! 마호우 츠카이 푸리큐아![*] 영어: Maho Girls PreCure!)는 만든 도에이 애니메이션 제작의 애니메이션이다. 일본의 애니메이션으로, TV 아사히에서 2016년 2월 7일부터 2017년 5월 4일까지 방송되었다.
본 항에서는 2025년 1월 11일부터 3월 30일까지 아사히 방송 및 TV 아사히 계열 〈ANiMAZiNG!!!〉 범위에서 방송된 본 작품의 속편에 해당하는 《마법사 프리큐어!! ~MIRAI DAYS~》(일본어: 魔法つかいプリキュア!! ~MIRAI DAYS~ 마호우 츠카이 푸리큐아!! 미라이 데이즈[*])에 대해서도 기술하는 것으로 한다.

## 개요
- 아사히 방송 및 TV 아사히 계열국을 통해 2016년 2월 7일부터 2017년 1월 29일까지 방영되었다.
- 프리큐어 시리즈 통상 13번째 작품이자 11대 프리큐어에 해당되는 작품이다.
- 두 사람은 프리큐어 Splash Star 이후 오랜만에 2인 체제와 동시 변신을 하는 것으로 설정되었다. 여기에 빛의 전사 프리큐어 Max Heart와 같이 신전사가 추가되어 나온다.
- 프리큐어 시리즈 사상 최초로 다른 세계가 멸망하지 않고 캐릭터들이 왕래하는 작품이다.(이전 시리즈들은 악의 조직에 의해서 멸망하거나 점령당해 그 세계에 살던 사람, 요정들이 일반 세계에 사는 주인공들에게 도움 요청하는 경우가 다수인 반면 이 작품은 주인공들이 일반 세계나 마법 세계를 왕래한다.)
- 한 작품에서 악의 조직이 2개가 등장한 첫 작품이다.(초대 두 사람의 프리큐어 시리즈에 나온 악의 조직인 도츠쿠존이 2년동안 계속나오고 Yes 프리큐어5 시리즈는 2년동안 주인공들은 그대로 나온 반면 악의 조직은 2개 나온다. 고로 말하면 악의 조직은 1년 동안 유지되는 것을 뜻함.)
- 프리큐어 올스타즈에 출연하는 마지막 작품이다. 올스타즈가 앞으로 전전작과 전작 그리고 현재 방영작에 나오는 캐릭터 위주의 스타즈로 변경하면서[2] 이 때부터는 전작인 Go! 프린세스 프리큐어 캐릭터들과 차기작인 키라키라☆프리큐어 아라모드 캐릭터들과 만나게 된다.
- 대한민국에서는 대원방송 계열 애니원, 애니박스에서 2020년 2월 25일에 먼저 선공개 방영되며, 같은 달 3월 2일부터 방영하였다.[3] 원더걸스 출신의 유빈이 마법사 프리큐어 9화에서 엑스트라 역할로 프리큐어 더빙에 참여하게 된다.[4]
- 역대 대원방송에서 방영했던 프리큐어 시리즈 중 2009년에 방영했던 Yes! 프리큐어5 이후 최초로 11년만에 구르미를 제외한 주역 프리큐어 캐릭터 성우가 모두 외부 성우로 채워진 작품이다.

## 방송 일시
| 방송 채널                  | 방송일                            | 방송 시간             |
| -------------------------- | --------------------------------- | --------------------- |
| TV 아사히 계열 아사히 방송 | 2016년 2월 7일 ~ 2017년 1월 29일  | 종료                  |
| TV 아사히 계열 아사히 방송 | 2025년 1월 11일 ~ 2025년 3월 29일 | 매주 토요일 오전 2:00 |

## 등장인물

### 마법사 프리큐어
아사히나 미라이(선미래)/큐어 미라클(일본어: 朝日奈 みらい / キュアミラクル)
성우: 타카하시 리에 / 한경화
색깔:      분홍색
이제 곧 중학교 2학년이 되는 14세(13세로 등장하나 작중 14세가 된다) 여자아이. 생일은 6월 12일.
아사히나(아침해)라는 이름에 맞게, 신기한 거나 재밌는 것을 제일 좋아하고, 여러 가지 일에 흥미를 느낀다.
「링클 스톤・에메랄드」를 찾으러 나시마호(無魔法)계에 온 미소녀 리코와 만난다.
뚜렷한 목표를 지닌 리코를 동경하며, 함께 좋아하는 마법 공부를 시작한다.
프리큐어가 된 것을 계기로「마법학교」에 다니게 되며, 마법을 사용할 수 있게 된다.
단독으로는 변신하지 못하며, 리코와 함께 전설의 마법사 「큐어 미라클」로 변신한다.
┣변신 시 모후룬과 변신 폼에 해당되는 링클 스톤이 필요하다.
┗변신 주문은 "Cure Up! Ra Pa Pa! (링클 스톤), Miracle, Magical, Juwelyle!(큐어 업! 라파파! (링클 스톤) 미라클, 매지컬, 쥬얼리레!)"이다.
변신 폼은 다이아몬드, 루비, 사파이어, 토파즈가 있으며, 필살 폼인 알렉산드라이트가 있다.
┣다이아몬드 - 첫번째 변신 폼이자 기본 폼. 무속성에 신체가 고르게 강화되는 것이 특징.
┣루비 - 두번째 변신 폼이자 근력 강화 폼. 불의 힘을 사용하며 근력이 폭발적으로 증가한다.
┣사파이어 - 세번째 변신 폼이자 민첩 강화 폼. 물의 힘을 사용하며 스피드가 빨라진다. 마법계 인어의 특징으로 하늘을 날 수 있다.
┣토파즈 - 네번째 변신 폼이자 공격 변형 폼. 전격의 힘을 사용하며 2개의 공을 변형하여 공격과 수비를 한다.
┗알렉산드라이트 - 다섯번째 변신 폼이자 필살 폼.
상징하는 색은 「분홍색」이다.
이자요이 리코(문리아)/큐어 매지컬(일본어: 十六夜 リコ / キュアマジカル)
성우: 호리에 유이 / 김가령
색깔:      보라색
마법학교에 다니는 신비스러운 미소녀. 미라이와 같은 14세(13세로 등장하나 작중 14세가 된다). 생일은 11월 12일.
공부는 잘 하지만 마법은 조금 서툰편으로, 언젠가 휼륭한 마법사가 되겠다는 목표를 가지고 있다.
강한 힘을 지닌 보석 「링클 스톤・에메랄드」를 찾으러 나시마호(無魔法)계에 와서, 미라이와 만난다.
마법계에서는 성이 따로 없기 때문에 리코가 풀네임이나, 미라이와 처음 만난 날이 십육야(十六夜. 음력 16일날 밤)였기에 이자요이라고 붙였다.
프리큐어를 계기로 미라이와 함께 생활하게 되며, 학교도 같이 다닌다.
미라이의 항상 밝고 긍정적인 성격이 신경 쓰인다.
단독으로는 변신하지 못하며, 미라이와 함께 전설의 마법사 「큐어 매지컬」로 변신한다.
┣변신 시 모후룬과 변신 폼에 해당되는 링클 스톤이 필요하다.
┗변신 주문은 "Cure Up! Ra Pa Pa! (링클 스톤) Miracle, Magical, Juwelyle!(큐어 업! 라파파! (링클 스톤) 미라클, 매지컬, 쥬얼리레!)"이다.
변신 폼은 다이아몬드, 루비, 사파이어, 토파즈가 있으며, 필살 폼인 알렉산드라이트가 있다.
┣다이아몬드 - 첫번째 변신 폼이자 기본 폼. 무속성에 신체가 고르게 강화되는 것이 특징이다.
┣루비 - 두번째 변신 폼이자 근력 강화 폼. 불의 힘을 사용하며 근력이 폭발적으로 증가한다.
┣사파이어 - 세번째 변신 폼이자 민첩 강화 폼. 물의 힘을 사용하며 스피드가 빨라진다. 마법계 인어의 특징으로 하늘을 날 수 있다.
┣토파즈 - 네번째 변신 폼이자 공격 변형 폼. 전격의 힘을 사용하며 2개의 공을 변형하여 공격과 수비를 한다.
┗알렉산드라이트 - 다섯번째 변신 폼이자 필살 폼.
상징하는 색은 「보라색」이다.
하-쨩(초록)/하나미 코토하(하나미)/큐어 펠리체(は-ちゃん / 일본어: 花海 ことは / キュアフェリーチェ)
성우: 하야미 사오리 / 김하루
색깔:      녹색
링클 스마트책에 살고있던 아기요정.
언제, 왜 링클 스마트책에 살고 있는지 모든 것이 수수께끼인 신비의 소녀.
아기일 당시, 「하-!」라며 웃는 모습에서 「하-쨩」이라는 이름이 되었다.
21화 종반에 행방불명이 되었으나, 22화에서 인간 소녀로 성장하여 등장한다.
같이 있게 해 달라는 말의 힘으로 코토하라는 이름을 짓는다.
이후 미라이, 리코와 함께 생활하며 학교도 같이 다닌다.
링클 스마트책의 펜을 꺼내어 허공에 그림을 그리는 것으로 원하는 마법을 사용할 수 있다.
여러 전설이 겹쳐친 존재이다보니, 교장 선생에게 불려가 전설에 관련된 서적이나 질문 등을 받는다.
단독으로 변신할 수 있으며, 전설의 마법사 「큐어 페리체」로 변신한다.
┣변신 시 링클 스마트책과 링클스톤 에메랄드가 필요하다.
┗변신 주문은 "Cure Up! Ra Pa Pa! Emerald! Felice, Fun! Fun! Flowerle!(큐어 업! 라파파! 에메랄드! 펠리체, 펀! 펀! 플라워레!)"이다.
변신 폼은 에메랄드가 있으며, 필살 폼인 알렉산드라이트가 있다.
┣에메랄드 - 첫번째 변신 폼이자 기본 폼. 생명의 힘을 지녔으며, 전설이란 이름에 걸맞게 상당한 파워를 가지고 있다.
┗알렉산드라이트 - 두번째 변신 폼이자 필살 폼.
상징하는 색은 「녹색」이다.

### 요정
모후룬(구르미)(モフルン)
성우: 사이토 아야카 / 김예림
미라이가 아기였을 때부터 할머니에게 받은 복실복실한 곰인형.
미라이가 매우 소중히 여기고 있기에 어디든 함께 다닌다.
미라이와 리코가 프리큐어로 변신하면서 얻은 기적의 힘으로 생명체로 거듭난다.
마법의 힘을 느끼는 것이 가능하며, 이 때 달콤한 냄새가 난다고 한다.
인간으로 변한 마원설, 바로 올스타즈에 나온 마두철의 여동생이다.
말버릇은「～모후」(한국판에서는 '~르미')
미라이와 리코가 프리큐어로 변신하기 위해 필요하다.
"영화 마법사 프리큐어! 기적의 변신! 큐어 모후룬!"에서 한정 프리큐어인 '큐어 모후룬'으로 변신한다.
키노 마히로(마원설)/큐어 모후룬(木野まひろ / キュアモフルン)
성우: 사이토 아야카 / 김예림
색깔:      노란색(     주황색)
10월 개봉된 "극장판 마법사 프리큐어! 기적의 변신! 큐어 모후룬!"에 등장(극장판 오리지널 프리큐어).
극장판 진행중 '모후룬'이 변신하면서 등장.
상징하는 색은 「노란색」이다. 프리큐어 올스타즈에서 클로즈의 키노 슈이치로의 여동생이었다.

### 마법계 사람들

#### 마법학교 인물
교장 선생
성우: 우치다 유우야 / 정의한
마법학교의 교장이자 마법계의 위대한 마법사.
외형은 젊은 미남이나 나이는 많은편으로 학생들을 따뜻하게 지켜 보는 착한 선생님이다.
미라이와 리코가 프리큐어로 변신 한 것을 목격하면 미라이에게도 마법학교에 다니는 것을 제안한다.
20화에서 도쿠로쿠시와 싸우면서 힘을 한계치까지 사용하는 바람에 젊은 모습을 유지할 수 없게 되며, 여기에서 등장한 모습이 진정한 그의 모습일 것으로 추정된다.
교감 선생
성우: 오오토리 요시노 / 공경은
마법학교의 교감.
학교의 규율과 교칙을 최우선으로 생각하여 엄격하게 학생들을 접하고 지도한다.
때로는 교장 선생에게 주의를 주기도 한다.
아이작 선생(아이작) (アイザック先生)
성우: 사쿠라이 토시하루 / 김민주
마법학교의 교사.
미라이 일행의 보충을 담당한 노선생.
가끔 틀니를 날릴 수도 있지만, 학생들을 따뜻하게 지켜 보는 착한 선생님이다.
마법의 수정(수정구슬)
성우: 아라이 사토미 / 손선영
교장선생이 가진 수정구슬로 이름은 캐시이다.
기분파에 고압적인 부분이 있지만 교장 선생의 좋은 이해자이며 나시마호계와 통신이 가능하다.
쥰(ジュン)
성우: 카네다 아키 / 비주언
14세의 마법학교에 다니는 보이시한 파란 단발머리 여학생.
출석 일수가 부족하여 보충수업을 받게 되었다.
항상 당당하고 모든 사람들에게 겁하지 않는다.
자칭 우는 아이도 침묵 순이었다.
사실은 상급생도 두려워하는 존재이다.
그림 실력이 다소 떨어지나, 이를 실체화하는 능력은 최상급에 가깝다.
케이(ケイ)
성우: 요시오카 마야 / 손선영
14세의 마법학교에 다니는 주황머리 여학생.
지각 및 분실물이 많은 시험 당일도 지각 및 분실물 덕분에 불합격되어 보충수업을 받았지만, 미래와 만난 후 메모를 하며 여러 도구를 항상 챙기고 다니게 된다.
차분한 성격.
에밀리(エミリー)
성우: 하시모토 치나미 / 김윤채
14세의 마법학교에 다니는 노란머리 여학생.
심약한 성격으로 높은 곳을 무서워한다.
마법의 빗자루 시험에 불합격하여 보충수업을 받았지만, 미라이와 만난 후 양탄자도 조종할 정도로 비행 마법에 능숙해진다.

#### 마법상점가 인물
프랑소와(프랑소와)(フランソワ)
성우: 오다 케이스케→이시이 마코토 / 장서화
마법상점가의 옷가게 주인.
완력은 좋으나 오지랖이 넓은 성격이다.
나시마호계(인간계)에서 수행한 적 있으며 그 세계의 패션에도 잘 아는 편이다.
구스타프(구스타프)(グスタフ)
성우: 키무라 마사후미 / 김민주
마법상점가의 빗자루가게 주인.
빗자루라면 맡겨라.
장인 정신으로 수리에서 개조까지 혼자서 뭐든지 해낸다.
토드(미정)(トッド)
성우: 스즈키 유토 / 임채빈
마법상점가의 야채가게 주인.
후크(미정)(フック)
성우: 센다 미츠오 / 온영삼
전설을 좋아하는 할아버지.
마법 상점가의 광장에서 도시에 온 사람들을 알고 전설의 (긴) 이야기를 선보이는 것이 취미.

### 리코 일가
이자요이 리즈(문리즈)(일본어: 十六夜リズ)
성우: 나즈카 카오리 / 윤은서
리코의 친언니.
마법 학교를 수석으로 졸업하고 마법 학교 선생님을 목표로 하고 있다.
현재는 교육 실습생으로서 마법 학교에서 학생 지도에 임하고 있다.
이자요이 리안(문리안)(일본어: 十六夜リアン)
성우: 오바라 마사토 / 최현수
리리아의 남편이자 리코와 리즈의 아버지.
고고학자로 마법세계를 돌아다니며 유적 발굴 중이며 부인은 요리연구가이다.
이자요이 리리아(미정)(일본어: 十六夜リリア)
성우: 이와오 준코 / 미정
리안의 아내이자 리코와 리즈의 어머니.
마법계를 돌아다니며 요리연구를 하고 있다.
리코의 생일을 축하하기 위해 가족과 온다고 한다.

#### 인어 마을
로렛타(로렛타)(ロレッタ)
성우: 카와스미 아야코 / 김하루
인어 마을에 사는 매우 아름다운 목소리를 가진 인어소녀.
마법학교 학생들에게 마법의 발성 방법을 학습한다.
도로시(도로시)(ドロシー), 낸시(낸시)(ドロシー), 시시(시시)(シシー)
성우: 코바야시 케이코 / 손선영, 와다 미하루 / 성예원, 오조라 나오미 / 이은조
인어 마을에 사는 아이의 인어.
처음에는 바깥 세상을 두려워했지만, 미라이 일행들과 만나 언젠가 하늘로 날아 원하는 목표를 가진다.

#### 그 외 인물
마유(미정)(マユ)
성우: 와타나베 마유 / 미정
비마법계에서 아이돌인 와타나베 마유(渡辺 麻友)로 활동하는 마법사.

### 악의 조직
극중에 등장한 조직이 2개이며 전반부와 후반부의 조직들이 연관되어 있다.

#### 어둠의 마법사 군단
이 작품의 전반부에 등장한 악의 조직으로 링클스톤 에메랄드를 노리고 있으나 별도의 이름 없이 도쿠로쿠시 군단이라고도 불린다.
도쿠로쿠시(스켈레토시)(ドクロクシー)
성우: 아키모토 요스케/나카무라 유이치(쿠시) / 문관일 / 미정(쿠시)
어둠의 마법사 군단의 수령/악귀.
세계를 어둠으로 물들이기 위해 링클스톤 에메랄드를 노리고 있는 모든 것이 수수께끼인 마법사.
20화에서 드러난 정체는 교장의 절친이었던 과거가 밝혀졌으며, 이름도 도쿠로가 빠진 "쿠시"였다는 것이 밝혀진다.
교장과 쿠시는 예언되어있는 거대한 위협에 대항하기 위해 필요하다는 링클스톤 에메랄드를 찾아 다녔으나 발견하지 못한다.
쿠시는 에메랄드를 찾기위해 더욱 큰 힘을 원하게 되었고 결국 금지된 어둠에 마법을 연구하기 시작했고 그 과정에서 어둠의 마법의 폭주로 인해 목숨을 잃게 된다.
현재의 도쿠로쿠시는 어둠의 마법을 연구하던 당시 에메랄드와 더욱 강한 힘을 추구하던 욕망에 어둠의 마법이 깃들어 움직이는 언데드같은 존재이며.
원래의 인간이였을 적의 혼은 이미 사라졌으며 에메랄드를 흡수하면서 힘이 강해진 건지 거대 해골 괴물로 파워 업한다.
압도적인 힘으로 마법계와 나시마호계를 어둠에 빠뜨리면서 미라클과 매지컬을 궁지로 몰아넣지만 미라클과 매지컬은 도쿠로쿠시 안에 삼켜진 링클 스마트북과 하짱을 구하기 위해 저항했으며 그들의 포기 하지 않는 마음을 느낀 하짱이 잠든 상태에서부터 빛을 발휘해 도쿠로쿠시를 약화시키고 이후 미라클과 매지컬이 도쿠로쿠시의 내부에서 정화시킨다.
육체는 소멸했지만 어둠의 마법으로 인한 원념이 남아 마지막까지 미라클과 매지컬을 위협하지만 이때 하짱이 링클 스마트북에서 나와 마침내 최종 형태인 하나미 코토하로 각성하면서 도쿠로쿠시의 원념을 정화한다.
위협이 사라진 후에 도쿠로쿠시는 원래의 인간 마법사인 쿠시로 돌아온 후 소멸한다.
쿠시가 타락한 이유는 후반의 악의 조직의 보스인 데우스마스트의 부활을 저지하기 위해 금단의 마법을 사용하였다.
배티(バッティ)
성우: 유사 코지 / 김지율
어둠의 마법사 도쿠로쿠시의 수하이자 그에 의해 태어난 박쥐인간.
프리큐어 일행과 처음 맞닥뜨리는 인물이며 언제나 경어체를 사용하는 신사적인 성격이긴 하나
링클 스톤 에메랄드를 손에 넣기위해 수단과 방법을 가리지 않는 성격이며 도쿠로쿠시가 리타이어 된다.
스파르다(スパルダ)
성우: 코바야시 유우 / 비주언
도쿠로쿠시의 수하이며 거미형 여간부.
덫을 이용하여 프리큐어를 함정에 빠뜨리려는 책사이며 프리큐어가 가지고 있는 링클 스마트북을 노려 자신이 요쿠바루로 변하나 먼저 리타이어 된다.
가메츠(토터즈)(ガメッツ)
성우: 나카타 죠지 / 최현수
도쿠로쿠시의 수하이며 거북이 외형의 무투파 간부.
싸움을 좋아하며 정정당당하게 전사로써 프리큐어를 쓰러뜨리려고 하며
스파르다가 리타이어가 된다.
야모(게코)(ヤモー)
성우: 타카토 야스히로 / 김민주
도쿠로쿠시의 수하이며 도마뱀붙이의 외형의 간부.
야모만 도쿠로쿠시의 의지를 느낄 수 있으며 나머지 세 간부에게 지시를 내린다.
점으로 링클 스톤의 위치를 알아 맞힌다.
도쿠로쿠시가 사라진 후 그의 부활을 위해 발악하나 프리큐어에 의해 원래 모습으로 돌아간다.
요쿠바루(그리드라)(ヨクバール)
성우: 시마다 타카히로 / 최현수
도쿠로쿠시의 부하들이 사용하는 어둠의 마법에 의해 합성된 괴물 또는 악귀들.
2개의 물건을 맞게 생성한다.

#### 끝 없는 혼돈
어둠의 마법사가 괴멸하고 나타난 두번째 악의 조직.
과거 도쿠로쿠시가 어둠을 막기 위해 생전에 금지된 마법으로 죽어서 흑화된 것을 생각하면 그가 두려워 한 어둠이 이 악의 조직과 연관성이 있을 것으로 보이며 이들이 봉인된 곳이 마법계가 아닌 비마법계로 이들은 태초의 여신인 마더 라파파의 봉인을 없앨려는 목적을 가지고 있다.
데우스 마스트
라부에 의해 언급된 존재로 그가 모시고 그들 조직의 수장이자 마법사 프리큐어!의 최종보스.
라부(미정)(ラブー)
성우:타츠다 나오키 / 정의택
나시마호우계의 유적에서 발견된 램프에서 깨어 난 괴물.
끝 없는 혼돈 · 데우스 마스트의 권속.
"마법"대신 "무법"이라는 힘을 조종한다.
곧 방문한다는 데우스 마스트를 위해 프리큐어를 방해한다고 생각하며 제거 하려고 시도한다.
만사에 귀찮은 성격이나 프리큐어의 강화기술인 익스트림 레인보우를 맞고 사라졌다.
샤킨스(미정)(シャーキンス)
성우:하야미 쇼 / 장성화
흰 석상에서 깨어난 괴물.
끝 없는 혼돈 · 데우스 마스트의 권속.
군인 같은 말투 임무를 수행한다.
말투는 "~으로"
베니교(미정)(ベニーギョ)
성우:이노우에 키쿠코 / 김현지
분홍색 토우에서 봉인이 풀리며 등장.
끝없는 혼돈 · 데우스 마스트의 권속.
갸루 같은 말투를 사용한다.
오루바(미정)(オルーバ)
성우:스기야마 노리아키 / 임채빈
라부, 샤킨스, 베니교보다 일찍 부활한 간부.
끝 없는 혼돈 · 데우스 마스트의 권속.
다른 간부들과 달리 인간의 모습이며 이에 대해 관심을 갖고 안경을 쓰며 책 읽는 등 지성적이다.
미형의 외모를 지녔지만 냉철하게 사명을 수행한다.
치크룬(미정)(チクルン)
성우:니코 / 손선영
오루바와 함께 등장한 꿀벌 요정으로 그의 명령에 따라 움직인다.
원래는 마법계에 있는 꽃의 마을 출신의 요정으로 엄밀하게 말하면 데우스 마스트의 권속은 아니다.
그러나 어떠한 이유로 오루바의 부하로 활동하고 있는데 이유는 아직까진 불명이다.

### 비마법계 사람들

#### 아사히나 일가
아사히나 다이키치(미래 아빠)(일본어: 朝日奈 大吉)
성우: 아오키 츠요시 / 장서화
미라이의 아버지.
가전제품 회사 직원이다.
안경속성이다.
부인인 쿄코가 옛날 성이 있고 그에게 입적했기 때문에 이분의 성은 아사히나가 맞다.
아사히나 쿄코(미래 엄마)(일본어: 朝日奈 今日子)
성우: 카토 유코 / 김윤채
미라이의 어머니.
보석가게 파워스톤샵을 운영하고 있다.
담백한 성격이며 언제나 일을 척척 잘 해내는 스타일이다.
보석을 혼자 매입하는 등 결단력이 있는 든든한 어머니. 결혼 전에 성은 유우키이다.
유우키 카노코(설문희)(일본어: 結希 かの子)
성우: 타이치 코토에 / 공경은
미라이의 외할머니.
쿄코가 운영하고 있는 파워스톤샵의 전주인이다.
딸인 쿄코와 달리 유연한 성격이며 샵의 보석 중 마법계와 관련된 링클스톤에 관해서 어느정도 알고 있다.
손녀 미라이에게 모후룬을 선물하였으며, 마법을 믿는 좋은 이해자다.
과거 교장 선생과 만난적이 있다.

#### 츠나기 제1중학교(가교 중학교) 사람들
카츠키 카나(기주나)(일본어: 勝木 かな)
성우: 키쿠치 미카 / 이은조
미라이와 리코가 마법을 사용하는 곳을 우연히 봐서 두 사람이 마녀가 아닐까 생각을 하는 여학생.
미라이와 리코와 같은 반이다.
나가세 마유미(마유미)(일본어: 長瀬 まゆみ)
성우: 타다 코노미 / 성예원
미라이의 절친.
중1 때부터 현재도 같은 반이다.
오오노 소타(성대)(일본어: 大野 壮太)
성우: 다카하시 코지 / 임채빈
미라이와 초등학교 때부터 친한 남학생.
밝고 활동적인 성격으로 현재는 미라이와 리코와 같은 반이다.
나미키 유토(윤도)(일본어: 並木 ゆうと)
성우: 아사이 아야카 / 정의택
미라이와 같은 반의 남학생. 안경, 모범생 속성.
리코한테 관심이 있는 듯하다.
타카기 선생(담임 선생님)(일본어: 高木 先生)
성우: 후지누마 켄토 / 이주승
미라이와 리코네 반 담임으로 운동복 차림으로 입고 다닌다. 담당과목은 수학.

### 특별출연
우사미 이치카(우사미)/큐어 휩(일본어: 宇佐美 いちか / キュアホイップ)
성우: 미야마 카렌 / 장미
본 작품의 후속작인 키라키라☆프리큐어 아라모드의 주인공. 프리큐어 시리즈 최초로 전작에서 선행출연을 하였다.

### 마법사 프리큐어!! ~MIRAI DAYS~
아이루(일본어: アイル)
성우: 토요나가 토시유키
속편 MIRAI DAYS에 등장하는 수수께끼 청년.
히스이(일본어: ひすい)
성우: 하야미 사오리
속편 MIRAI DAYS에 등장하는 수수께끼 소녀.
크로노우스트(일본어: クロノウスト)
성우: 미키 신이치로
속편 MIRAI DAYS에 등장하는 마수. 아이루의 힘의 근원으로, 혼돈과 생명이 태어나기 이전부터 존재한 시간의 마수이다.

## 제작진
- 프로듀서 : 植月 幹夫(ABC), 高橋 知子(ADK), 内藤 圭祐
- 시리즈 구성 : 무라야마 이사오
- 캐릭터 디자인 : 미먀모토 에미코

## 주제가
- 오프닝 두근! 마법사 프리큐어
- 노래 손선영
- 엔딩 CURE UP↑RA♡PA☆PA! ~웃음 되는 마법~
- 노래 손선영, 김예림

## 방영 목록
- 방송일은 아사히 방송 기준.

### 1기
| 화수       | 주제                                                                                                 | 방송일(일본)     | 방송일(애니원)[대한민국] |
| ---------- | --- | ---------------- | ------------------------ |
| 01         | 魔法のプリキュア誕生! 마법의 프리큐어 탄생!                                                          | 2016년 2월 7일   | 2020년 3월 2일           |
| 02         | ワクワクの魔法学校へ! 校長先生はどこ!? 두근두근한 마법학교로! 교장선생님은 어디에?                   | 2016년 2월 14일  | 2020년 3월 2일           |
| 03         | 魔法商店街でショッピング!目覚めるルビーの力! 마법 상가에서 쇼핑! 깨어나는 루비의 힘!                 | 2016년 2월 21일  | 2020년 3월 2일           |
| 04         | 魔法の授業スタート! ふしぎなちょうちょを探せ! 마법 수업 스타트! 신비한 나비를 찾아라!                | 2016년 2월 28일  | 2020년 3월 3일           |
| 05         | 氷の島ですれ違い!? 魔法がつなぐ友情! 얼음의 섬에서 엇갈림!? 마법이 이어준 우정!                      | 2016년 3월 6일   | 2020년 3월 9일           |
| 06         | 特訓! 魔法の杖! 先生はリコのお姉ちゃん!? 특훈! 마법의 지팡이! 선생님은 리코의 언니!?                 | 2016년 3월 13일  | 2020년 3월 9일           |
| 07         | 人魚の里の魔法! よみがえるサファイアの想い! 인어 마을의 마법! 되살아나는 사파이어의 마음!            | 2016년 3월 20일  | 2020년 3월 10일          |
| 08         | 魔法のほうきでGO! ペガサス親子を救え! 마법 빗자루로 GO! 페가수스 가족을 구하라!                      | 2016년 3월 27일  | 2020년 3월 16일          |
| 09         | さよなら魔法界!? みらいとリコの最終テスト! 안녕히 마법계?! 미라이와 리코의 최종테스트!               | 2016년 4월 3일   | 2020년 3월 16일          |
| 10         | ただいま! ナシマホウ界! ってリコはどこ? 다녀왔어! 인간계! 그런데 리코는 어디에?                      | 2016년 4월 10일  | 2020년 3월 17일          |
| 11         | モフルンの初登校? ワクワクのトパーズをゲットモフ! 모후룬의 첫 등교? 두근두근한 토파즈를 얻었다 모후! | 2016년 4월 17일  | 2020년 3월 23일          |
| 12         | 満天の星空とみらいの思い出 별이 가득한 하늘과 미라이의 추억                                          | 2016년 4월 24일  | 2020년 3월 23일          |
| 13         | たのしいBBQ! 幸せたくさんみ~つけた! 즐거운 BBQ! 행복 많이 발~견했어!                                 | 2016년 5월 1일   | 2020년 3월 24일          |
| 14         | みんな花マル! テスト大作戦! 모두 하나마루! 시험 대작전!                                              | 2016년 5월 8일   | 2020년 3월 30일          |
| 15         | ハチャメチャ大混乱! はーちゃん七変化! 뒤죽박죽 대혼란! 하쨩 일곱가지 변신!                           | 2016년 5월 15일  | 2020년 3월 30일          |
| 16         | 久しぶりっ! 補習メイトがやってきた! 오랜만이야! 보충 메이트가 찾아왔어!                              | 2020년 5월 22일  | 2020년 3월 31일          |
| 17         | 水晶さんおしえて! おばあちゃんの思い出の人 수정씨 가르쳐줘! 할머니의 추억의 사람                     | 2016년 5월 29일  | 2020년 4월 6일           |
| 18         | 魔法界再び! リンクルストーンを取り返せ! 마법계 다시! 링클 스톤을 되찾아라!                           | 2016년 6월 5일   | 2020년 4월 6일           |
| 19         | 探検 & 冒険! 魔法のとびらのナゾ! 탐험 & 모험! 마법의 문의 미스터리!                                  | 2016년 6월 12일  | 2020년 4월 7일           |
| 20         | ドタバタでヤバスギ! 魔法界に生まれたエメラルド! 허둥지둥 위험천만! 마법계에서 태어난 에메랄드!       | 2016년 6월 19일  | 2020년 4월 13일          |
| 21         | TOP! 闇の魔法! プリキュアVSドクロクシー! STOP! 어둠의 마법! 프리큐어 VS 도쿠로쿠시!                  | 2016년 6월 26일  | 2020년 4월 13일          |
| 22         | 芽生える新たな伝説! キュアフェリーチェ誕生! 싹트는 새로운 전설! 큐어 펠리체 탄생!                    | 2016년 7월 3일   | 2020년 4월 14일          |
| 23         | これからもよろしく! おかえり、はーちゃん! 앞으로도 잘 부탁해! 어서 와, 하짱!                         | 2016년 7월 10일  | 2020년 4월 20일          |
| 24         | ワクワクリフォーム! はーちゃんのお部屋づくり! 두근두근 리폼! 하짱의 방 만들기!                       | 2016년 7월 17일  | 2020년 4월 20일          |
| 25         | 夏だ! 海だ! 大はしゃぎ! かき氷が食べた~いっ! 여름이다! 바다다! 왁자지껄! 빙수가 먹고 싶어~!          | 2016년 7월 24일  | 2020년 4월 21일          |
| 26         | 想いはみんな一緒! はーちゃんのクッキー 마음은 모두 같아! 하짱의 쿠키                                 | 2016년 7월 31일  | 2020년 4월 27일          |
| 27         | Let'sエンジョイ! 魔法学校の夏休み! Let's 엔조이! 마법학교의 여름 방학!                               | 2016년 8월 7일   | 2020년 4월 27일          |
| 28         | 魔法界の夏祭り! 花火よ、たかくあがれ! 마법계의 여름 축제! 불꽃아, 높이 올라라!                       | 2016년 8월 14일  | 2020년 4월 28일          |
| 29         | 新たな魔法の物語! 主役はモフデレラ!? 새로운 마법 이야기! 주인공은 모후데렐라?                        | 2016년 8월 21일  | 2020년 5월 4일           |
| 30         | 魔法の自由研究! が、終わらな~い!! 마법 자유연구! 가, 끝이 안 나~!!                                   | 2016년 8월 28일  | 2020년 5월 4일           |
| 31         | 結晶する想い! 虹色のアレキサンドライト!! 결정화되는 마음! 무지개색의 알렉산드라이트!!                | 2016년 9월 4일   | 2020년 5월 11일          |
| 32         | ワクワクいっぱい! はーちゃんの学校生活! 두근두근 가득! 하쨩의 학교생활!                              | 2016년 9월 11일  | 2020년 5월 11일          |
| 33         | すれ違う想い! 父と娘のビミョ~? な1日! 엇갈린 마음! 아빠와 딸의 미묘~?한 하루!                        | 2016년 9월 18일  | 2020년 5월 11일          |
| 34         | ドキドキ! 初恋の味はイチゴメロンパン!? 두근두근! 첫사랑의 맛은 딸기메론빵!?                          | 2016년 9월 25일  | 2020년 5월 18일          |
| 35         | 生徒会長総選挙! リコに清き一票を! 학생회장 총선거! 리코에게 깨끗한 한 표를!                          | 2016년 10월 2일  | 2020년 5월 18일          |
| 36         | みらいとモフルン、ときどきチクルン! って誰!? 미라이와 모후룬, 때때로 치쿠룬! 이 누구야!?             | 2016년 10월 9일  | 2020년 5월 18일          |
| 37         | 魔法が決め手? 冷凍みかんのレシピ! 마법이 결정적인 수? 냉동 귤의 레시피!                              | 2016년 10월 16일 | 2020년 5월 25일          |
| 38         | 甘い? 甘くない? 魔法のかぼちゃ祭り! 달아? 달지 않아? 마법의 호박 축제!                               | 2016년 10월 23일 | 2020년 5월 25일          |
| 39         | 今日はハロウィン! みんな笑顔になぁれ! 오늘은 할로윈! 모두 웃는 얼굴이 되어라!                        | 2016년 10월 30일 | 2020년 5월 25일          |
| 40         | 愛情いっぱいのおめでとう! リコの誕生日! 애정 가득한 축하! 리코의 생일!                               | 2016년 11월 13일 | 2020년 5월 26일          |
| 41         | ジュエリーな毎日! 魔法学校へ放課後留学! 쥬얼리한 매일! 마법학교에 방과후 유학!                       | 2016년 11월 20일 | 2020년 6월 1일           |
| 42         | チクルンにとどけ! 想いをのせた魔法のプリン! 치크룬에게 전해져라! 마음을 담은 마법의 푸딩!            | 2016년 11월 27일 | 2020년 6월 1일           |
| 43         | いざ妖精の里へ! あかされる魔法界のヒミツ! 가자, 요정의 마을로! 밝혀지는 마법계의 비밀!               | 2016년 12월 4일  | 2020년 6월 2일           |
| 44         | モフルン大奮闘! みんな子供になっちゃった!? 모후룬 대분투! 모두 아이가 되어버렸다!?                   | 2016년 12월 11일 | 2020년 6월 2일           |
| 45         | 想いは時を超えて…! 友情のかたち! 마음은 시간을 넘어…! 우정의 형태!                                   | 2016년 12월 18일 | 2020년 6월 8일           |
| 46         | 魔法のクリスマス! みらい、 サンタになる!? 마법계의 크리스마스, 미라이 산타가 되다!?                  | 2016년 12월 25일 | 2020년 6월 9일           |
| 47         | それぞれの願い! 明日はどっちだー? 각자의 소원! 내일은 어느 쪽~?                                      | 2017년 1월 8일   | 2020년 6월 9일           |
| 48         | 終わりなき混沌! デウスマストの世界!! 끝없는 혼돈! 데우스 마스트의 세계!                              | 2017년 1월 15일  | 2020년 6월 9일           |
| 49         | さよなら…魔法つかい! 奇跡の魔法よ、もう一度! 안녕… 마법사! 기적의 마법이여, 다시 한번!               | 2017년 1월 22일  | 2020년 6월 16일          |
| 최종화(50) | キュアップ・ラパパ! 未来もいい日になあれ!! 큐어 업 라파파! 내일도 좋은 날이 되어라!!                 | 2017년 1월 29일  | 2020년 6월 16일          |

### 2기
| 화수       | 주제                                                  | 방송일(일본)    | 방송일(애니플러스)(대한민국) |
| ---------- | ----------------------------------------------------- | --------------- | ---------------------------- |
| 01         | 出会いはミラクルでマジカル! 만남은 미라클하고 매지컬! | 2025년 1월 11일 | 2025년 1월 17일              |
| 02         | 久しぶりの魔法界 오랜만의 마법계                      | 2025년 1월 18일 | 2025년 1월 24일              |
| 03         | 刻の魔法 시간의 마법                                  | 2025년 1월 25일 | 2025년 1월 31일              |
| 04         | ひすいの秘密 히스이의 비밀                            | 2025년 2월 1일  | 2025년 2월 7일               |
| 05         | 流れ行く歳月 흘러가는 세월                            | 2025년 2월 8일  | 2025년 2월 14일              |
| 06         | 真の目的 참된 목적                                    | 2025년 2월 15일 | 2025년 2월 21일              |
| 07         | 刻ときをつかさどるもの 시간을 관장하는 자             | 2025년 2월 22일 | 2025년 2월 28일              |
| 08         | ことはとひすい 코토하와 히스이                        | 2025년 3월 1일  | 2025년 3월 7일               |
| 09         | それぞれの世界 각자의 세계                            | 2025년 3월 8일  | 2025년 3월 14일              |
| 10         | 刻ときを追って 시간을 따라                            | 2025년 3월 15일 | 2025년 3월 21일              |
| 11         | みらいの決断 미래의 결단                              | 2025년 3월 22일 | 2025년 3월 28일              |
| 최종화(12) | 進むべき未来 나아가야 할 미래                         | 2025년 3월 29일 | 2025년 4월 4일               |

### 더빙판
| 화수       | 주제                                                   |
| ---------- | ------------------------------------------------------ |
| 01화       | 미라클하고 매지컬한 만남! 마법사 프리큐어 탄생!        |
| 02화       | 두근두근 마법 학교로! 교장 선생님을 찾아라!            |
| 03화       | 마법 상점가에서 쇼핑! 깨어나는 루비의 힘!              |
| 04화       | 마법 수업 시작! 신비한 나비를 찾아라!                  |
| 05화       | 얼음의 섬에서 다투다!? 마법이 이어준 우정!             |
| 06화       | 특훈! 마법의 지팡이! 선생님은 리아의 언니!?            |
| 07화       | 인어 마을의 마법! 되살아나는 사파이어의 마음!          |
| 08화       | 마법 빗자루로 GO! 페가수스 모자를 구해라!              |
| 09화       | 마법계여 안녕?! 미래와 리아의 마지막 시험!             |
| 10화       | 비마법계로 돌아오다! 근데, 리아가 어디 갔지?           |
| 11화       | 구르미의 첫 등교?! 두근두근의 토파즈를 얻었다 르미!    |
| 12화       | 별 가득한 하늘과 미래의 추억                           |
| 13화       | 즐거운 바비큐! 행복을 가득 찾았다!                     |
| 14화       | 전부 동그라미! 시험 대작전!                            |
| 15화       | 엉망진창 대혼란! 변화무쌍한 초록!                      |
| 16화       | 오랜만이야! 마법계 친구들이 찾아왔어!                  |
| 17화       | 알려줘요 수정구슬 님! 할머니의 추억 속 사람!           |
| 18화       | 다시 한 번 마법계로! 링클 스톤을 되찾아라!             |
| 19화       | 탐험 모험! 마법의 문의 수수께끼!                       |
| 20화       | 툭탁툭탁 너무 위험해! 마법계에 깨어난 에메랄드!        |
| 21화       | 멈춰라, 어둠의 마법! 프리큐어 vs 스켈레토시!           |
| 22화       | 움트는 새로운 전설! 큐어 펠리체 탄생!                  |
| 23화       | 앞으로도 잘 부탁해! 돌아온 초록!                       |
| 24화       | 두근두근 새 단장! 나미의 방 꾸미기!                    |
| 25화       | 여름이다! 바다다! 너무 신나! 맛있는 빙수가 먹고 싶어~! |
| 26화       | 마음은 모두 하나! 나미의 과자                          |
| 27화       | Let's enjoy! 마법 학교의 여름방학!                     |
| 28화       | 마법계의 여름 축제! 불꽃이여, 높이 올라라!             |
| 29화       | 새로운 마법 이야기! 주인공은 구데렐라?!                |
| 30화       | 마법 자유연구!가 끝나질 않아~!!                        |
| 31화       | 하나로 모이는 마음! 무지개 색 알렉산드라이트!          |
| 32화       | 신나는 일이 가득! 나미의 학교생활!                     |
| 33화       | 어긋나는 마음! 아빠와 딸의 미묘한 하루!                |
| 34화       | 두근두근! 첫사랑의 맛은 딸기 곰보빵?!                  |
| 35화       | 학생회장 선거! 리아에게 깨끗한 한 표를!                |
| 36화       | 미래와 구르미, 가끔은 치크룬! 그게 누군데?!            |
| 37화       | 마법이 승부수? 냉동귤 레시피!                          |
| 38화       | 달콤해? 안 달콤해? 마법의 호박새 축제!                 |
| 39화       | 오늘은 할로윈! 모두 웃는 날이 되기를!                  |
| 40화       | 사랑이 듬뿍 담긴 축하! 리아의 생일!                    |
| 41화       | 보석 같은 하루하루! 마법 학교로 방과 후 유학!          |
| 42화       | 치크룬에게 전하자! 마음을 담은 마법의 푸딩!            |
| 43화       | 가자 요정의 마을로! 밝혀지는 마법계의 비밀!            |
| 44화       | 구르미의 생고생! 다들 어린이가 돼버렸다?!              |
| 45화       | 마음은 시간을 뛰어넘어...! 우정의 형태!                |
| 46화       | 마법의 크리스마스! 미래가 산타가 되다!?                |
| 47화       | 각자의 소원! 미래는 어느 쪽이지?                       |
| 48화       | 끝없는 혼돈! 데우스마스트의 세계!                      |
| 49화       | 안녕… 마법사! 기적의 마법이여 다시 한번!               |
| 최종화(50) | 큐어 업 라파파! 내일도 좋은 하루 되기를!               |

## 극장판
극장판 마법사 프리큐어! 기적의 변신! 큐어 모후룬!
2016년 10월 29일 공개. 큐어 페리체 및 마법 학교의 교장을 비롯한 마법계 주민들은 영화 첫 등장이다. 동시 상영으로 풀 CG의 단편 작품 「큐어 미라클과 모후룬의 마법 연습!」도 공개된다.

### 크로스 오버 극장판
극장판 프리큐어 올스타즈 모두 함께 노래하다♪ 기적의 마법!
2016년 3월 19일 공개.
극장판 프리큐어 드림스타즈!
2017년 3월 18일 공개.
극장판 키라키라☆프리큐어 아라모드 파릿토! 추억의 밀푀유!
2017년 10월 28일
극장판 프리큐어 슈퍼스타즈!
2018년 3월 17일 공개.
극장판 허긋토! 프리큐어♡두 사람은 프리큐어 올스타즈 메모리즈
2018년 10월 27일 공개. 프리큐어 15주년 기념작으로, 전작인 두 사람은 프리큐어 외 프리큐어 전 작품을 콜라보한 크로스 오버 작품이다.
극장판 프리큐어 미라클 유니버스
2019년 3월 16일 공개.
극장판 프리큐어 올스타즈 F
2023년 9월 15일 공개. 프리큐어 20주년 기념작이다.
원더풀 프리큐어! 더 무비! 두근두근♡게임 세계에서 대모험!
2024년 9월 13일 공개. 원더풀 프리큐어!의 극장판이며, 특별 등장했다.